# Bataille de Ceber
 (mai 2020).
Si vous disposez d'ouvrages ou d'articles de référence ou si vous connaissez des sites web de qualité traitant du thème abordé ici, merci de compléter l'article en donnant les références utiles à sa vérifiabilité et en les liant à la section « Notes et références ».
La bataille de Ceber se déroule dans la nuit du 4 au 5 août 1944 dans le village polonais de Ceber. Elle oppose des unités de partisans de l’Armée de l’intérieur polonaise (AK – Armia Krajowa) commandées par le capitaine Michal Mandziera contre un bataillon de l’armée allemande. L’affrontement se conclut par la victoire des partisans.

## Déroulement
Avec le rapprochement du front russe et la création d’une tête de pont sur la Vistule entre Baranów et Sandomierz, une unité de partisans composée de 84 volontaires provenant du 2e régiment d’infanterie de la Légion de l’Armée de l’intérieur, a attaqué les forces allemandes stationnées dans Ceber. L’attaque polonaise a été décisive car les allemands étaient occupés dans la préparation de leur campement. Pendant le combat, plus de 40 allemands de la Wehrmacht ont perdu a vie et 39 autres ont été faits prisonniers. Parmi les partisans, on déplore 2 blessés graves qui ont succombé de leurs blessures le lendemain. Le jour suivant, les partisans ont réussi à capturer encore une centaine de fuyards allemands dans les alentours. L’ensemble des prisonniers a été transféré aux forces soviétiques présentes sur la tête de pont de la Vistule.
Le 5 août 1944, les troupes allemandes en retraite ont réalisé une « pacification » du village. Ils ont assassiné trois habitants et ils ont brûlé 18 maisons.
En 1989, un monument a été érigé sur les lieux de la bataille.